# Claudia de Rham
Pour les articles homonymes, voir De Rham.
Claudia de Rham, née le 29 mars 1978 à Lausanne (Suisse), est une physicienne théoricienne travaillant à l'interface de la gravité, de la cosmologie et de la physique des particules. Elle est basée à l'Imperial College de Londres. Elle a remporté le prix Blavatnik pour les jeunes chercheurs en 2018 pour la revitalisation de la théorie de la gravité massive (en).

## Jeunesse et éducation
Claudia de Rham naît le 29 mars 1978 à Lausanne, en Suisse. Enfant, elle passe 8 ans à Madagascar avec ses parents diplomates. Elle complète ses études de premier cycle en France, recevant un diplôme d'ingénieur en physique à l'École polytechnique de Paris en 2000. Elle obtient un master de physique de l'École polytechnique fédérale de Lausanne (EPFL) en 2001. En 2002, Claudia de Rham part au Royaume-Uni et passe un doctorat au département de mathématiques appliquées et de physique théorique à l'Université de Cambridge sur « la cosmologie branaire au-delà de la limite des énergies faibles ».

## Recherche
Après son doctorat, Claudia de Rham emménage à Montréal pour se joindre au département de physique à l'Université McGill,. Elle rallie ensuite l'Université McMaster et l'Institut Périmètre de physique théorique en 2006, où elle a un post conjoint de postdoctorat en cosmologie. En 2010, elle rejoint l'Université de Genève en tant que professeur assistant,. Elle part à l'Université Case Western Reserve en 2011 et y devient professeur associée en 2016,. Elle rejoint l'Imperial College de Londres en 2016. La même année, elle reçoit une somme de 100 000 livres du prix Wolfson du mérite de la Royal Society « Massive Gravity from Cosmology to Condensed Matter Systems » (« Gravité massive de la cosmologie aux systèmes de matière condensée »),.
Ses recherches portent sur le domaine de la cosmologie théorique et elle explore des modèles de gravité qui pourraient expliquer l'accélération de l'expansion de l'Univers. Claudia de Rham est reconnue comme chercheuse d'avant-garde dans l'élaboration de théories de la gravité massive (en), où la particule porteuse de la force gravitationnelle, le graviton, peut être affectée d'une masse. En 2010, elle développe une théorie non linéaire de graviton massif, qui est théoriquement cohérente et libre de fantôme,,. La gravité massive est maintenant connue comme la « théorie de de Rham-Gabadadze-Tolley » (dRGT) en raison de la découverte de Claudia de Rham, Gregory Gabadadze et Andrew J. Tolley. Sa recherche permet de résoudre le problème de la constante cosmologique et pourrait décrire l'accélération de l'expansion de l'univers comme un effet purement gravitationnel, où les gravitons massifs seraient responsables de l'« énergie sombre ».
En 2015, elle a donné une conférence TEDx sur la nature du graviton. Elle a abordé la sous-représentation des femmes dans la physique avec l'Ideas Roadshow. Elle donne régulièrement des conférences publiques sur la cosmologie théorique,,,.

## Récompenses
- 2018 : prix Adams du St John's College (Cambridge)[23]
- 2018 : prix Blavatnik pour les jeunes chercheurs[24],[25]
- 2017 : Alumni Award de l'EPFL
- 2017-2021 : PI du prix de la Simons Foundation, programme « Origines de l'Univers » programme avec Rachel Rosen[26]
- 2017-2022 : PI d'une grant ERC consolidator pour le projet « Gravité massive et cosmologie »[27]
- 2016-2021 : bourse Wolfson de la Royal Society
- 2012-2013 : PI d'une ACES Advance Opportunity Grant pour le projet « Développements récents en gravité massive »[28]
- 2010-2014 : PI sur le fonds professoral du Fonds national suisse pour le projet « Défier le paradigme cosmologique »

#### Bases de données et dictionnaires
- Ressources relatives à la recherche :   - Dimensions
  - INSPIRE-HEP
  - Mathematics Genealogy Project
  - ORCID
  - ResearchGate
- Notices d'autorité :   - VIAF
  - ISNI
  - IdRef
  - LCCN
  - GND
  - NUKAT
  - Catalogne
  - Norvège
  - Tchéquie
  - WorldCat